# خلفه‌لی (شوشی)
خلفه‌لی (به ترکی آذربایجانی: Xəlfəli) یک منطقه مسکونی در جمهوری آرتساخ است که در استان شوشی واقع شده است.